# Pteròclids
Els pteròclids (Pteroclidae) són l'única família de l'ordre dels pterocliformes. Està formada per aus que recorden les perdius o els coloms, tot i estar més emparentades amb els coloms.

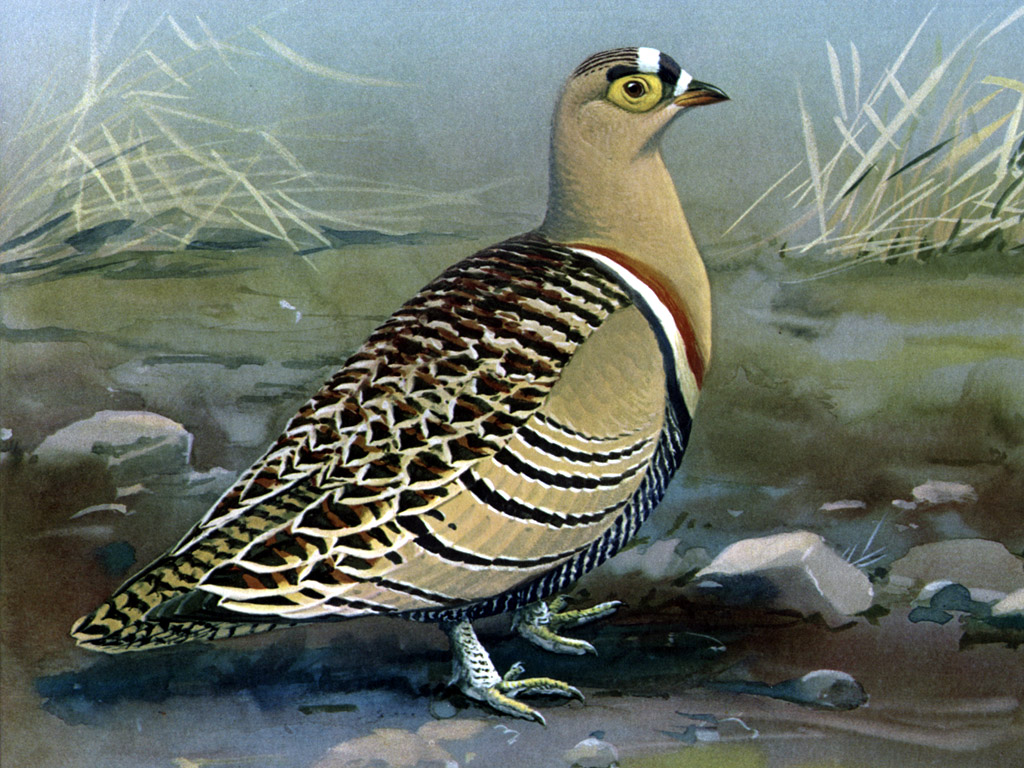
Il·lustració de Pterocles quadricinctus.

## Morfologia

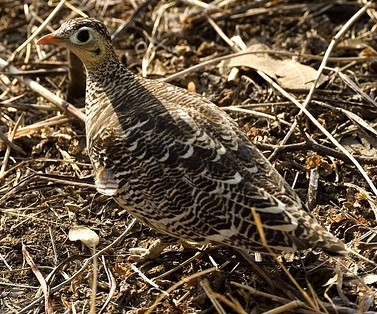
Pterocles indicus

- Mesuren entre 24 i 40 cm de llargària total.
- Pesen entre 150 i 500 g.
- Presenten escàs dimorfisme sexual, tot i que els mascles són lleugerament més grossos.
- Ales punxegudes.
- Potes curtes.
- Plomatge mimètic amb l'entorn.
- Les plomes del ventre estan adaptades per poder amarar-se d'aigua i portar-la als pollets que són al niu.

## Reproducció
Els pteroclidiformes són monògams i acostumen a fer el niu en una petita depressió del sòl. Hi ponen 3 ous (rarament quatre) i els progenitors es reparteixen les tasques d'incubació: els mascles ho fan a la nit i de matinada mentre que les femelles se n'encarreguen durant el dia. Els pollets es desclouen al cap de 20-25 dies i són capaços d'alimentar-se per si sols des del primer dia imitant els pares durant alguns mesos.

## Alimentació
Mengen llavors.

## Hàbitat

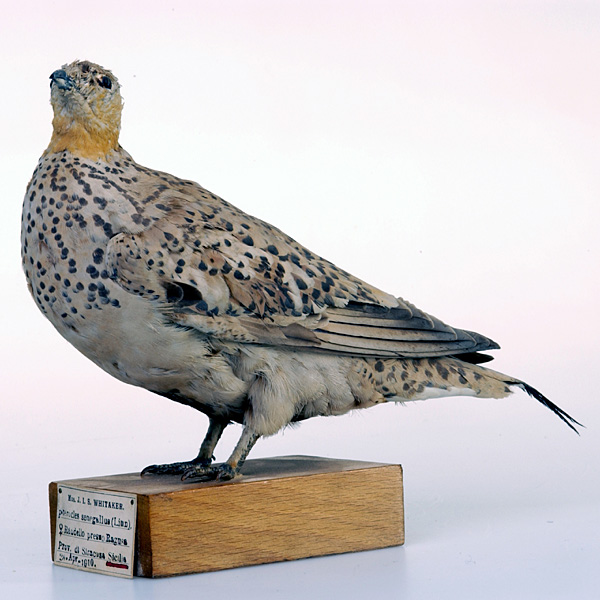
Ganga pigallada (Pterocles senegallus)

Viuen en zones àrides i calentes, ja sigui a les estepes i a les sabanes africanes o a les zones semidesèrtiques i a les planures de camps de cereals d'Europa. Aquest tipus d'ambient condiciona totalment la seua anatomia i el seu tipus de vida, puix que s'han de protegir de les altes temperatures i s'han hagut d'adaptar a menjar llavors i gra, aliments que no els proporcionen l'aigua necessària. Quant al primer problema, l'han solucionat amb una pell dura i amb un plomatge dens, que també recobreix la part anterior dels tres dits amb els quals acaben les curtes potes. D'altra banda, la necessitat d'aigua condiciona la seua vida diària. A la matinada o al capvespre han de desplaçar-se, sens falta, als abeuradors, amb una freqüència superior a la dels altres ocells. Hi arriben en grans bandades i beuen xuclant el líquid, de la mateixa manera que els coloms. Fins i tot, poden aprofitar aigua salobre.

## Distribució geogràfica
Les espècies d'aquest ordre viuen a Àfrica, Madagascar, Pròxim Orient, l'Índia, Àsia central i la península Ibèrica.

## Costums

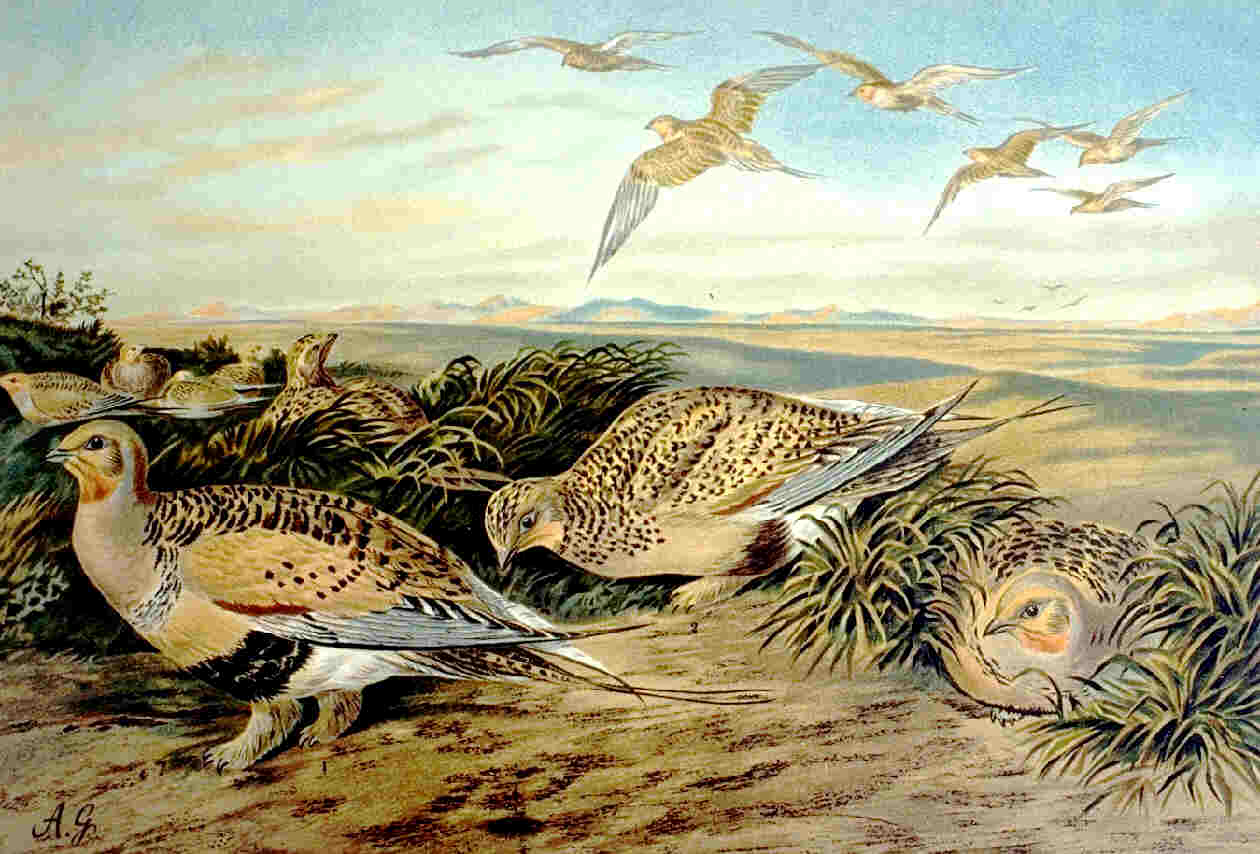
Il·lustració de la ganga estepària (Syrrhaptes paradoxus)

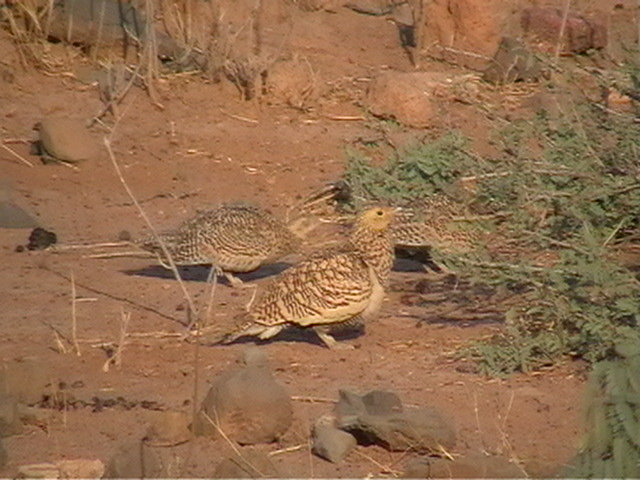
Ganga de ventre bru (Pterocles exustus)

- Són aus terrestres, tot i que tenen un vol molt potent, amb fortes i constants sacsejades d'ales que els obliguen a fer una gran despesa energètica.
- Són gregaries i poden arribar a formar bandades de fins a 100 individus.

## Gèneresiespècies
- GènereSyrrhaptes
  - Syrrhaptes tibetanus
  - Syrrhaptes paradoxus
- Gènere Pterocles
  - Pterocles alchata
  - Pterocles namaqua
  - Pterocles exustus
  - Pterocles senegallus
  - Pterocles orientalis
  - Pterocles coronatus
  - Pterocles gutturalis
  - Pterocles burchelli
  - Pterocles personatus
  - Pterocles decoratus
  - Pterocles lichtensteinii
  - Pterocles bicinctus
  - Pterocles indicus
  - Pterocles quadricinctus[2][3]